# Circondario di Ludwigslust-Parchim
Il circondario di Ludwigslust-Parchim (in tedesco: Landkreis Ludwigslust-Parchim) è un circondario del Land tedesco del Meclemburgo-Pomerania Anteriore.

## Storia
Il circondario fu creato il 4 settembre 2011 dalla fusione dei precedenti circondari di Ludwigslust e di Parchim.

## Città e comuni

Suddivisioni del circondario

(Abitanti il 31 dicembre 2022)
Comuni indipendenti dagli Amt
- Boizenburg/Elbe, Città * (10 829)
- Hagenow, Città * (12 399)
- Lübtheen, Città (4 715)
- Ludwigslust, Città * (12 270)
- Parchim, Città * (18 278)

Comunità amministrative e comuni
* Capoluogo dell'Amt
| - Amt Boizenburg-Land [Sede: Boizenburg/Elbe] 1. Bengerstorf (542) 2. Besitz (460) 3. Brahlstorf (712) 4. Dersenow (488) 5. Gresse (727) 6. Greven (736) 7. Neu Gülze (785) 8. Nostorf (1 204) 9. Schwanheide (723) 10. Teldau (932) 11. Tessin bei Boizenburg (404) - Amt Crivitz 1. Banzkow (2 776) 2. Barnin (470) 3. Bülow (328) 4. Cambs (621) 5. Crivitz, Città * (4 778) 6. Demen (882) 7. Dobin am See (2 038) 8. Friedrichsruhe (927) 9. Gneven (365) 10. Langen Brütz (487) 11. Leezen (2 190) 12. Pinnow (2 038) 13. Plate (3 307) 14. Raben Steinfeld (1 068) 15. Sukow (1 545) 16. Tramm (884) 17. Zapel (421) - Amt Dömitz-Malliß 1. Dömitz, Città * (2 981) 2. Grebs-Niendorf (548) 3. Karenz (233) 4. Malk Göhren (399) 5. Malliß (1 089) 6. Neu Kaliß (1 912) 7. Vielank (1 247) - Amt Eldenburg Lübz 1. Gallin-Kuppentin (444) 2. Gehlsbach (555) 3. Granzin (376) 4. Kreien (345) 5. Kritzow (471) 6. Lübz, Città * (6 183) 7. Passow (693) 8. Ruhner Berge (1 878) 9. Siggelkow (838) 10. Werder (335) - Amt Goldberg-Mildenitz 1. Dobbertin (1 078) 2. Goldberg, Città * (3 364) 3. Mestlin (736) 4. Neu Poserin (492) 5. Techentin (697) | - Amt Grabow 1. Balow (308) 2. Brunow (309) 3. Dambeck (286) 4. Eldena (1 134) 5. Gorlosen (462) 6. Grabow, Città * (5 615) 7. Karstädt (584) 8. Kremmin (243) 9. Milow (371) 10. Möllenbeck (180) 11. Muchow (271) 12. Prislich (697) 13. Zierzow (381) - Amt Hagenow-Land [Sede: Hagenow] 1. Alt Zachun (347) 2. Bandenitz (513) 3. Belsch (222) 4. Bobzin (254) 5. Bresegard bei Picher (283) 6. Gammelin (481) 7. Groß Krams (177) 8. Hoort (600) 9. Hülseburg (165) 10. Kirch Jesar (641) 11. Kuhstorf (727) 12. Moraas (485) 13. Pätow-Steegen (416) 14. Picher (621) 15. Pritzier (473) 16. Redefin (553) 17. Strohkirchen (306) 18. Toddin (906) 19. Warlitz (459) - Amt Ludwigslust-Land [Sede: Ludwigslust] 1. Alt Krenzlin (745) 2. Bresegard bei Eldena (194) 3. Göhlen (567) 4. Groß Laasch (952) 5. Lübesse (703) 6. Lüblow (569) 7. Rastow (1 973) 8. Sülstorf (848) 9. Uelitz (491) 10. Warlow (488) 11. Wöbbelin (935) - Amt Neustadt-Glewe 1. Blievenstorf (439) 2. Brenz (490) 3. Neustadt-Glewe, Città * (6 931) | - Amt Parchimer Umland (Sede: Parchim) 1. Domsühl (1 344) 2. Groß Godems (400) 3. Karrenzin (547) 4. Lewitzrand (1 377) 5. Obere Warnow (809) 6. Rom (804) 7. Spornitz (1 210) 8. Stolpe (326) 9. Ziegendorf (653) 10. Zölkow (747) - Amt Plau am See 1. Barkhagen (616) 2. Ganzlin (1 394) 3. Plau am See, Città * (6 231) - Amt Sternberger Seenlandschaft 1. Blankenberg (366) 2. Borkow (430) 3. Brüel, Città (2 626) 4. Dabel (1 353) 5. Hohen Pritz (373) 6. Kloster Tempzin (558) 7. Kobrow (405) 8. Kuhlen-Wendorf (811) 9. Mustin (353) 10. Sternberg, Città * (4 023) 11. Weitendorf (370) 12. Witzin (458) - Amt Stralendorf 1. Dümmer (1 581) 2. Holthusen (973) 3. Klein Rogahn (1 343) 4. Pampow (3 069) 5. Schossin (242) 6. Stralendorf * (1 371) 7. Warsow (660) 8. Wittenförden (2 488) 9. Zülow (135) - Amt Wittenburg 1. Wittenburg, Città * (6 400) 2. Wittendörp (2 909) - Amt Zarrentin 1. Gallin (589) 2. Kogel (664) 3. Lüttow-Valluhn (863) 4. Vellahn (2 788) 5. Zarrentin am Schaalsee, Città * (5 484) |

## Amministrazione

### Gemellaggi
Il circondario di Ludwigslust-Parchim è gemellato con:
- Circondario di Cuxhaven, dal 1990
- Circondario di Borken, dal 1991
- Circondario del Wesermarsch, dal 1991
- Valgamaa, dal 1992
- Contea di Gratiot, dal 1997
- Yunlin, dal 1999
- Distretto di Chojnice, dal 2006